# Pjetër Arbnori
Pjetër Filip Arbnori (18. ledna 1935 Drač – 8. července 2006 Tirana) byl albánský politik a intelektuál. Pro svůj aktivní odpor k režimu Envera Hodži byl označován za balkánského Nelsona Mandelu.
Pocházel z rodiny římských katolíků.Jeho otec byl četnický důstojník, který se za druhé světové války účastnil nekomunistického odboje vedeného Abazem Kupim a padl, když bylo Pjetërovi sedm let. Již jako středoškolák rozšiřoval protikomunistické letáky. Pro špatný kádrový původ nebyl Pjetër Arbnori přijat na vysokou školu, sloužil v armádě a pak pracoval jako venkovský učitel a rolník. Tiranskou univerzitu nakonec vystudoval dálkově a pod falešným jménem v roce 1960. Získal titul doktora filologie a učil na střední zemědělské škole v okrese Kavajë. Byl členem tajného kroužku, který připravoval založení opoziční sociálnědemokratické strany. Po odhalení skupiny tajnou policií Sigurimi byl v roce 1962 odsouzen k trestu smrti, který mu byl zmírněn na odnětí svobody na 25 let. Při pobytu ve věznici v Burrelu vytvořil tajně většinu svého literárního díla, které propašoval ven pomocí motáků. Později mu byl trest prodloužen a z vězení vyšel až po uvolnění režimu v roce 1989.
Stal se jedním ze zakladatelů Demokratické strany Albánie a zúčastnil se demonstrace ve Skadaru, při níž byla svržena socha Josifa Vissarionoviče Stalina. V prvních svobodných volbách v březnu 1991 byl zvolen poslancem a působil ve sněmovním výboru pro lidská práva. V letech 1992 až 1997 byl předsedou albánského parlamentu a na tři dny před nástupem Saliho Beriši také formální hlavou státu. Po finančních skandálech a rozsáhlých nepokojích se v roce 1997 dostali k moci postkomunisté a pokusili se převzít kontrolu nad sdělovacími prostředky. Arbnori proto zahájil hladovku a podařilo se mu dosáhnout přijetí zákona o svobodě tisku. V parlamentu působil do roku 2001, zemřel v roce 2006 na krvácení do mozku.
Byl mu udělen Řád Matky Terezy a posmrtně Řád cti národa. Je po něm pojmenováno Mezinárodní kulturní centrum Pjetër Arbnori v Tiraně.